# Astro Bot
Az Astro Bot egy 2024-ben megjelent platformjáték, amelyet a Team Asobi fejlesztett és a Sony Interactive Entertainment adott ki a PlayStation 5 konzolra a PlayStation 30. évfordulójának megünneplésére. Az Astro’s Playroom (2020) folytatásaként ez az Astro Bot-sorozat ötödik része, és egyben a Team Asobi első játéka a Japan Studio-tól való különválásuk óta.

## Játékmenet
Az Astro Bot egy 3D-s platformjáték, amelyben a játékos a címszereplőt, egy Astro nevű kis robotot irányít a DualSense kontroller segítségével. Astro mozdulatkészlete megegyezik korábbi megjelenéseiben – az Astro Bot Rescue Mission és az Astro’s Playroom – látottakkal, megőrizve a képességét az ugrásra, lebegésre, ütésre és forgótámadásra. A víz alatti úszás lehetősége is visszatér az Astro Bot Rescue Mission-ből, miután az az Astro’s Playroomból kimaradt.

### Szintek
Az alapjáték 90 pályát tartalmaz, amelyek hat galaxisra és 60 bolygóra vannak felosztva. Minden pálya három különböző nehézségi szinten játszható: könnyű, normál és nehéz. A fő történeti pályák elsősorban a könnyű és normál nehézségi szintekhez tartoznak, míg az opcionális kihíváspályák főként a nehéz fokozathoz sorolhatók. A galaxisok és pályák közötti közlekedést a „Dual Speeder” nevű jármű biztosítja, amely egy PlayStation 5 DualSense kontroller formájú űrhajó. A Dual Speedert az analóg ravaszok folyamatos lenyomásával és a DualSense fizikai döntésével lehet irányítani. Szabadon mozoghat a pályaválasztó képernyőn is, ahol ütközhet közeledő aszteroidákkal, ezáltal feloldhatja a játék egyes opcionális pályáit, valamint összegyűjtheti a játék néhány kirakós darabját. Az Astro Bot Rescue Missionhöz hasonlóan minden pálya meghatározott számú robotot tartalmaz, akiket Astro-nak kell megmentenie: a fő platformpályákon általában hét robotot, míg a főellenség-harcokban és kihíváspályákon csak egy vagy két robotot. Minden világ megköveteli, hogy a játékos összegyűjtsön egy bizonyos számú robotot, mielőtt továbbhaladhatna. Összesen 327 robot menthető meg és toborozható: ebből 301 az alapjátékban, 22 ingyenes DLC-n keresztül, valamint 4 az ingyenesen játszható előzményjátékban, az Astro’s Playroomban teljesíthető küldetésekből szerezhető meg. A Rescue Missionnel ellentétben itt „V.I.P. robotok” is megmenthetők és toborozhatók – ezek olyan gyűjthető robotok, amelyek kinézetükben és viselkedésükben különböző PlayStation-karakterekre utalnak. A PlayStation történetének számos „mélyebb vágású” robotkaraktere a kihíváspályákon menthető meg. A V.I.P. robotok külalakja olyan franchise-okból származik, amelyek a Sony Interactive Entertainment tulajdonában vannak, illetve külső kiadókhoz kötődnek, például az Activision, Arc System Works, Argonaut Software, Atlus, Bandai Namco Entertainment, BlueTwelve Studio, Capcom, Crystal Dynamics, Ember Lab, Koei Tecmo, Konami, Mediatonic, Oddworld Inhabitants, Polyarc, SHIFT UP Corporation, Sega, THA LTD, Team17, Ubisoft és Young Horses.

### Képességek és irányítás
Astro 15 új képességhez fér hozzá, amelyek hozzákapcsolódnak, és javítják mind a mozgási, mind a harci képességeit. Ezek közül néhány új képesség például: Barkster, a bulldog alakú hajtómű (amely lehetővé teszi Astro számára, hogy légidash segítségével áttörjön ellenségeken és terepakadályokon), a Kétbékás Kesztyű (amellyel Astro távolról ütheti meg az ellenfeleket, valamint kilendülhet vagy kilőheti magát pirosra festett felületekről), illetve Handy-D, a majom (amellyel Astro banán alakú fogódzkodókon mászhat, köveket dobhat az ellenségekre, és földrengető csapást mérhet). A galaxisok végén található főellenség-harcok ezeknek a képességeknek a segítségével zajlanak.

## Cselekmény
|  | Alább a cselekmény részletei következnek! |

Astro, a PlayStation 5 konzolra emlékeztető anyahajó robotkapitánya, és robotlegénysége az űrt kutatják, amikor egy zöld űrlény, Space Bully Nebulax, rájuk támad, és kitépi az anyahajó CPU-ját. Az eszméletlen Astro és az anyahajó egy sivatagos bolygón zuhannak le, miközben a legénység és az anyahajó központi rendszerei szétszóródnak az egész univerzumban. Astro-t a Dual Speeder – egy kisebb, DualSense kontrollerre hasonlító űrhajó – éleszti fel, és együtt kezdenek műholdakat újraaktiválni, valamint galaxisokat felfedezni, hogy megmentsék a legénységet és újjáépítsék az anyahajót. A legénység segíti Astro-t abban, hogy hozzáférjen Nebulax csatlósaihoz, akiket legyőz, és tőlük visszaszerzi az anyahajó alkatrészeit – a rendszermemóriát Mighty Chewy-től, a gorillától; a szilárdtest-meghajtót Wako Tako-tól, a poliptól; a grafikus feldolgozóegységet Lady Venomara-tól, a kígyótól; a hűtőventilátort Mecha Leon-tól, a kaméleontól; valamint a hajóburkolatokat Falcon McFly-tól, a madártól. Útközben megment V.I.P. robotokat (vendégszereplőket más játékokból), és felfedez olyan bolygókat, amelyek az Ape Escape, God of War, Uncharted, LocoRoco és Horizon játékokon alapulnak. Miután minden alkatrészt, a CPU kivételével, visszaszereztek, Astro és legénysége régebbi PlayStation-hardverekre alapozott hajókra száll, és megalakítják a „PlaySquadron”-t, hogy szembeszálljanak Nebulax-szal, aki a játék során folyamatosan zaklatta az elesett CPU-t. Astro visszaszerzi a CPU-t, de amikor legyőzik Nebulax-t azzal, hogy felrobbantják az űrhajót, amihez az űrlény ragaszkodott, egy fekete lyuk keletkezik, amely elkezdi beszippantani Nebulaxot. Nebulax megfogja Astrot, hogy magával rántsa, de a legénység megpróbálja visszahúzni. Astro azonban nem engedi, hogy a legénység az ő érdekében áldozza fel magát: elengedi őket, és a fekete lyukba zuhan, amely végül szupernóvaként robban fel. A legénység gyászolja Astrot, és a szomorú stáblista kezdődik, de megszakad, amikor egy megsérült Astro visszahullik az anyahajóra. A legénység több robotja pótalkatrészeket talál, és segíti az anyahajó javítórendszereit, hogy újjáépítsék a kapitányt, aki újra életre kel. A legénység együtt ünnepli az újjáéledt Astrot, aki ismét elindul Dual Speederével, mielőtt a stáblista újra elkezdődne. Miután a tényleges stáblista befejeződik, egy súlyosan legyőzött Nebulax és csatlósai láthatók, amint az űrben lebegnek; fenyegetik a játékost, de hirtelen megjelenik a „THE END” felirat, ami elsodorja őket.
|  | Itt a vége a cselekmény részletezésének! |

## Fejlesztés
Az Astro Bot fejlesztése gyakorlatilag az Astro’s Playroom befejezése után azonnal megkezdődött, és körülbelül három évig tartott, mintegy 60 fős fejlesztőcsapattal. A jelentések szerint ez a legnagyobb játék, amit a Team Asobi valaha készített. Ellentétben a korábbi címekkel, az Astro Bot Rescue Mission-nel és az Astro’s Playroom-mal, az Astro Bot-nak nincs alcíme. Nicolas Doucet, az Astro Bot kreatív igazgatója és producere elmondta, hogy ennek az volt az oka, hogy a sorozat számára egy új kezdetet jelentsen.

## Fogadtatás
| Összegzőoldal | Értékelés |
| ------------- | --------- |
| Metacritic    | 94/100    |

| Szerző        | Értékelés |
| ------------- | --------- |
| Destructoid   | 9/10      |
| Edge          | 10/10     |
| Eurogamer     | 5/5       |
| Famicú        | 36/40     |
| Game Informer | 10/10     |
| GameSpot      | 9/10      |
| GamesRadar+   | 5/5       |
| IGN           | 9/10      |
| Push Square   | 10/10     |
| The Guardian  | 5/5       |
| VG247         | 5/5       |

Az Astro Bot "egyetemes elismerést" kapott a kritikusoktól, a Metacritic értékelő oldal szerint.
Simon Cardy az IGN-től az Astro Bot-ot egy vidámparkhoz és Willy Wonka csokoládégyárához hasonlította, „minden sarkon és minden dupla ugrás után új izgalmat dobva eléd […] egy élvezetes keveréke a kísérletezésnek és az örömnek.” Úgy érezte továbbá, hogy ez a legjobb felhasználása a DualSense haptikus visszajelzésének és adaptív ravaszainak az Astro’s Playroom 2020-as megjelenése óta, és így jellemezte: „olyan, mintha valami pattogó cukorka csempésződött volna a kontrolleredbe, miközben sisteregve és csilingelve reagál mindenre, ami a képernyőn történik.”
Mark Delaney a GameSpot-tól dicsérte a pályatervezést, úgy érezte, az megbízhatóan előre tudja jelezni, mikor térnek le a játékosok a fő útvonalról, és ennek megfelelően titkokkal jutalmazza őket, „olyan, mint egy meglepetés ajándék a postán, amelynek feladója izgatottan várja, hogy megérkezett.” Delaney azt is írta, hogy Astro különféle képességei emelik a játékmenet színvonalát, de soha nem áldozzák fel a játékos alapvető irányítási érzését; ugyanakkor Astro víz alatti irányítását nem találta intuitívnak.

## Díjak, elismerések
| Év   | Díj                             | Kategória                                                      | Eredmények |
| ---- | ------------------------------- | -------------------------------------------------------------- | ---------- |
| 2024 | Golden Joystick Awards          | Legjobb audiódizájn                                            | Elnyerte   |
| 2024 | Golden Joystick Awards          | Az év stúdiója                                                 | Elnyerte   |
| 2024 | Golden Joystick Awards          | Az év játéka                                                   | Jelölve    |
| 2024 | Golden Joystick Awards          | Az év konzoljátéka                                             | Jelölve    |
| 2024 | Golden Joystick Awards          | Legjobb vizuális dizájn                                        | Jelölve    |
| 2024 | Golden Joystick Awards          | Legjobb eredeti zene                                           | Jelölve    |
| 2024 | Equinox Latam Game Awards       | Legjobb PlayStation játék                                      | Elnyerte   |
| 2024 | Equinox Latam Game Awards       | Legjobb családi játék                                          | Elnyerte   |
| 2024 | Equinox Latam Game Awards       | Legjobb platformer                                             | Elnyerte   |
| 2024 | Equinox Latam Game Awards       | Az év játéka                                                   | Jelölve    |
| 2024 | Equinox Latam Game Awards       | Legjobb vizuális élmény                                        | Jelölve    |
| 2024 | Equinox Latam Game Awards       | Legjobb audiovizuális élmény                                   | Jelölve    |
| 2024 | Titanium Awards                 | Az év játéka                                                   | Elnyerte   |
| 2024 | Titanium Awards                 | Legjobb játékdizájn                                            | Jelölve    |
| 2024 | Titanium Awards                 | Legjobb művészeti rendezés                                     | Jelölve    |
| 2024 | Titanium Awards                 | Legjobb hangrendezés                                           | Jelölve    |
| 2024 | The Game Awards                 | Az év játéka                                                   | Elnyerte   |
| 2024 | The Game Awards                 | Legjobb rendezés                                               | Elnyerte   |
| 2024 | The Game Awards                 | Legjobb akció/kaland játék                                     | Elnyerte   |
| 2024 | The Game Awards                 | Legjobb családi játék                                          | Jelölve    |
| 2024 | The Game Awards                 | Legjobb vizuális élmény                                        | Jelölve    |
| 2024 | The Game Awards                 | Legjobb zene/betétdal                                          | Jelölve    |
| 2024 | The Game Awards                 | Legjobb audiovizuális élmény                                   | Jelölve    |
| 2025 | New York Game Awards            | Az év játéka                                                   | Elnyerte   |
| 2025 | New York Game Awards            | Legjobb játékzene                                              | Elnyerte   |
| 2025 | New York Game Awards            | Legjobb játék gyereknek                                        | Elnyerte   |
| 2025 | New York Game Awards            | Legjobb világ                                                  | Jelölve    |
| 2025 | D.I.C.E. Awards                 | Az év játéka                                                   | Elnyerte   |
| 2025 | D.I.C.E. Awards                 | Az év családi játéka                                           | Elnyerte   |
| 2025 | D.I.C.E. Awards                 | Kiemelkedő teljesítmény játékdizájnban                         | Elnyerte   |
| 2025 | D.I.C.E. Awards                 | Kiemelkedő teljesítmény animációban                            | Elnyerte   |
| 2025 | D.I.C.E. Awards                 | Kiemelkedő technikai teljesítmény                              | Elnyerte   |
| 2025 | D.I.C.E. Awards                 | Kiemelkedő teljesítmény eredeti játékzenében                   | Jelölve    |
| 2025 | Famitsu Dengeki Game Awards     | Legjobb akciójáték                                             | Elnyerte   |
| 2025 | Famitsu Dengeki Game Awards     | Legjobb karakter (Astro)                                       | Jelölve    |
| 2025 | Famitsu Dengeki Game Awards     | Legjobb stúdió (Team Asobi)                                    | Jelölve    |
| 2025 | Game Audio Network Guild Awards | Az év hanganyaga                                               | Elnyerte   |
| 2025 | Game Audio Network Guild Awards | Legjobb felhasználói felület, jutalom vagy objektív hangdizájn | Elnyerte   |
| 2025 | Game Audio Network Guild Awards | Legjobb játékzene-feldolgozás                                  | Jelölve    |
| 2025 | Game Audio Network Guild Awards | Legjobb játékelőzetes hanganyag                                | Jelölve    |
| 2025 | Game Audio Network Guild Awards | Kreatív és technikai teljesítmény zenében                      | Jelölve    |
| 2025 | Game Audio Network Guild Awards | Kreatív és technikai teljesítmény a hangdizájnban              | Jelölve    |
| 2025 | Game Audio Network Guild Awards | Az év hangdizájnja                                             | Jelölve    |
| 2025 | Game Developers Choice Awards   | Legjobb hanganyag                                              | Elnyerte   |
| 2025 | Game Developers Choice Awards   | Legjobb technológia                                            | Elnyerte   |
| 2025 | Game Developers Choice Awards   | Az év játéka                                                   | Jelölve    |
| 2025 | Game Developers Choice Awards   | Legjobb dizájn                                                 | Jelölve    |
| 2025 | Game Developers Choice Awards   | Innovációs díj                                                 | Jelölve    |
| 2025 | Game Developers Choice Awards   | Legjobb vizuális művészet                                      | Jelölve    |
| 2025 | Game Developers Choice Awards   | Társadalmi hatás díj                                           | Jelölve    |
| 2025 | NAVGTR Awards                   | Legjobb kamerairány egy játékmotorban                          | Elnyerte   |
| 2025 | NAVGTR Awards                   | Legjobb irányítástervezés, 3D                                  | Elnyerte   |
| 2025 | NAVGTR Awards                   | Legjobb szabályozási pontosság                                 | Elnyerte   |
| 2025 | NAVGTR Awards                   | Legjobb családi játék                                          | Elnyerte   |
| 2025 | NAVGTR Awards                   | Legjobb grafika                                                | Elnyerte   |
| 2025 | British Academy Games Awards    | Az év játéka                                                   | Elnyerte   |
| 2025 | British Academy Games Awards    | Legjobb animáció                                               | Elnyerte   |
| 2025 | British Academy Games Awards    | Legjobb hangteljesítmény                                       | Elnyerte   |
| 2025 | British Academy Games Awards    | Legjobb családi játék                                          | Elnyerte   |
| 2025 | British Academy Games Awards    | Legjobb játékdizájn                                            | Elnyerte   |
| 2025 | British Academy Games Awards    | Legjobb művészeti teljesítmény                                 | Jelölve    |
| 2025 | British Academy Games Awards    | Legjobb zene                                                   | Jelölve    |
| 2025 | British Academy Games Awards    | Legjobb technikai teljesítmény                                 | Jelölve    |
| 2025 | GEM Awards                      | A legjobb játék minden közönség számára                        | Elnyerte   |
| 2025 | GEM Awards                      | Legjobb platformjáték                                          | Elnyerte   |
| 2025 | GEM Awards                      | Legjobb exkluzív játék (konzol)                                | Elnyerte   |
| 2025 | GEM Awards                      | Az év játéka                                                   | Jelölve    |
| 2025 | GEM Awards                      | Legjobb művészeti teljesítmény                                 | Jelölve    |
| 2025 | GEM Awards                      | Legjobb zene                                                   | Jelölve    |
| 2025 | GEM Awards                      | Legjobb főszereplő                                             | Jelölve    |
| 2025 | Develop:Star Awards             | Legjobb játékdizájn                                            | Elnyerte   |
| 2025 | Develop:Star Awards             | Legjobb technikai innováció                                    | Elnyerte   |
| 2025 | Develop:Star Awards             | Az év játéka                                                   | Jelölve    |
| 2025 | Develop:Star Awards             | Legjobb hanganyag                                              | Jelölve    |
| 2025 | Develop:Star Awards             | Legjobb stúdió (Team Asobi)                                    | Jelölve    |

## Fordítás
Ez a szócikk részben vagy egészben  az   Astro Bot című angol Wikipédia-szócikk ezen változatának fordításán alapul.  Az eredeti cikk szerkesztőit annak laptörténete sorolja fel. Ez a jelzés csupán a megfogalmazás eredetét és a szerzői jogokat jelzi, nem szolgál a cikkben szereplő információk forrásmegjelöléseként.